# Île Arapaoa
L'île Arapaoa, anciennement connu sous le nom Arapawa, est la deuxième île la plus importante des Marlborough Sounds, en Nouvelle-Zélande, après l'île d'Urville. Elle sépare la baie de Tōtaranui du canal de Tory.

## Situation
L'île Arapaoa est située dans une région de rias, les Marlborough Sounds, à l'extrémité nord-est de l'Île du Sud. Elle constitue la partie la plus orientale de cette région naturelle, à une quinzaine de kilomètres à l'est de la ville de Picton, et sépare la baie de Tōtaranui du canal de Tory.

## Toponymie
L'île a longtemps été nommée Arapawa, ce qui est une faute d'orthographe. La graphie correcte Arapaoa est réintroduite le 1er août 2014. Elle signifie « coup porté de bas en haut ». Ce nom fait référence à la légende maorie suivant laquelle le héros mythique Kupe aurait tué la pieuvre géante Te Wheke-a-Muturangi d'un coup de lance,.

## Topographie

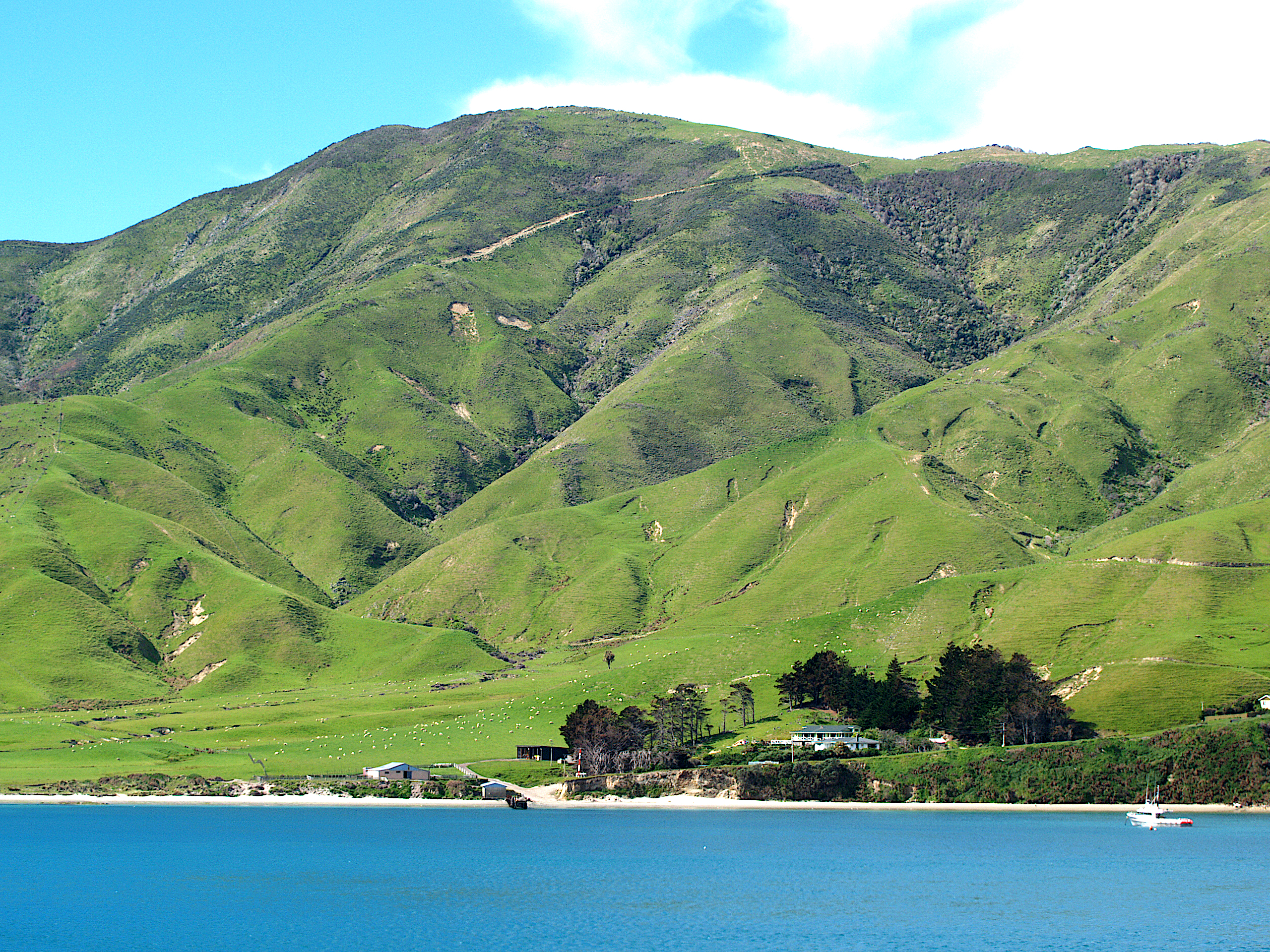
La baie d'Okukari, sur la côte sud d'Arapaoa, et les reliefs de l'île.

Arapaoa couvre une surface d'environ 7 200 hectares, ce qui fait d'elle la seconde plus vaste île des Marlborough Sounds, derrière l'île d'Urville.
Le plus haut sommet de l'île est le Narawhia, qui culmine à 559 mètres d'altitude,.

## Géologie
La partie occidentale de l'île d'Arapaoa est composée de schiste de couleur jaune prédominante, comme l'avait déjà remarqué Ernst Dieffenbach en 1843. La partie orientale voit prédominer la grauwacke,.

## Climat
Le climat de l'île est océanique tempéré, avec des températures moyennes minimales en juillet de 8°C et des maximales en janvier et février de 16°C, pour une température annuelle moyenne de 11,6°C. Les gelées sont rares. Les précipitations sont abondantes et régulières, cumulant un total compris en 1 020 et 1 200 millimètres annuels ; février et mars sont les mois les plus secs,.
La façade orientée au sud-est, en direction du détroit de Cook, est exposée aux vents du large.

## Faune et flore
Les forêts originelles ont surtout été conservée dans le sud-est et l'est de l'île, ainsi qu'à son extrémité septentrionale. L'étude de 1999 sur la flore a permis de comptabiliser 502 espèces de plantes vasculaires, dont 202 sur les pentes orientées au sud-est, plus largement boisée, et 493 sur les pentes donnant au nord-ouest. Ces dernières ont été plus largement modifiées, avec une implantation plus massive de plantes allogènes.

La végétation de l'île d'Arapaoa
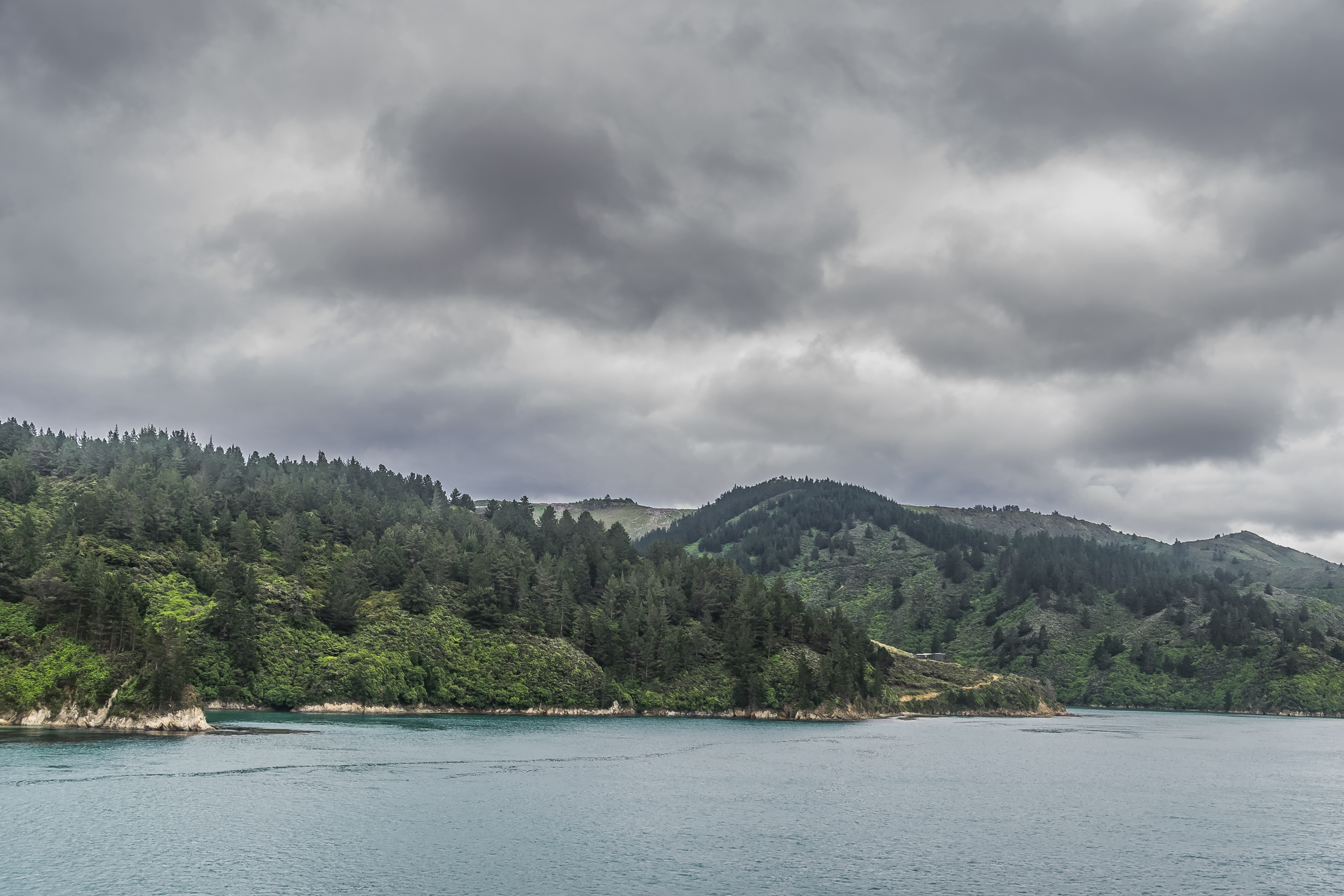
La forêt couvrant le versant sud d'Arapaoa, au-dessus du canal de Tory.
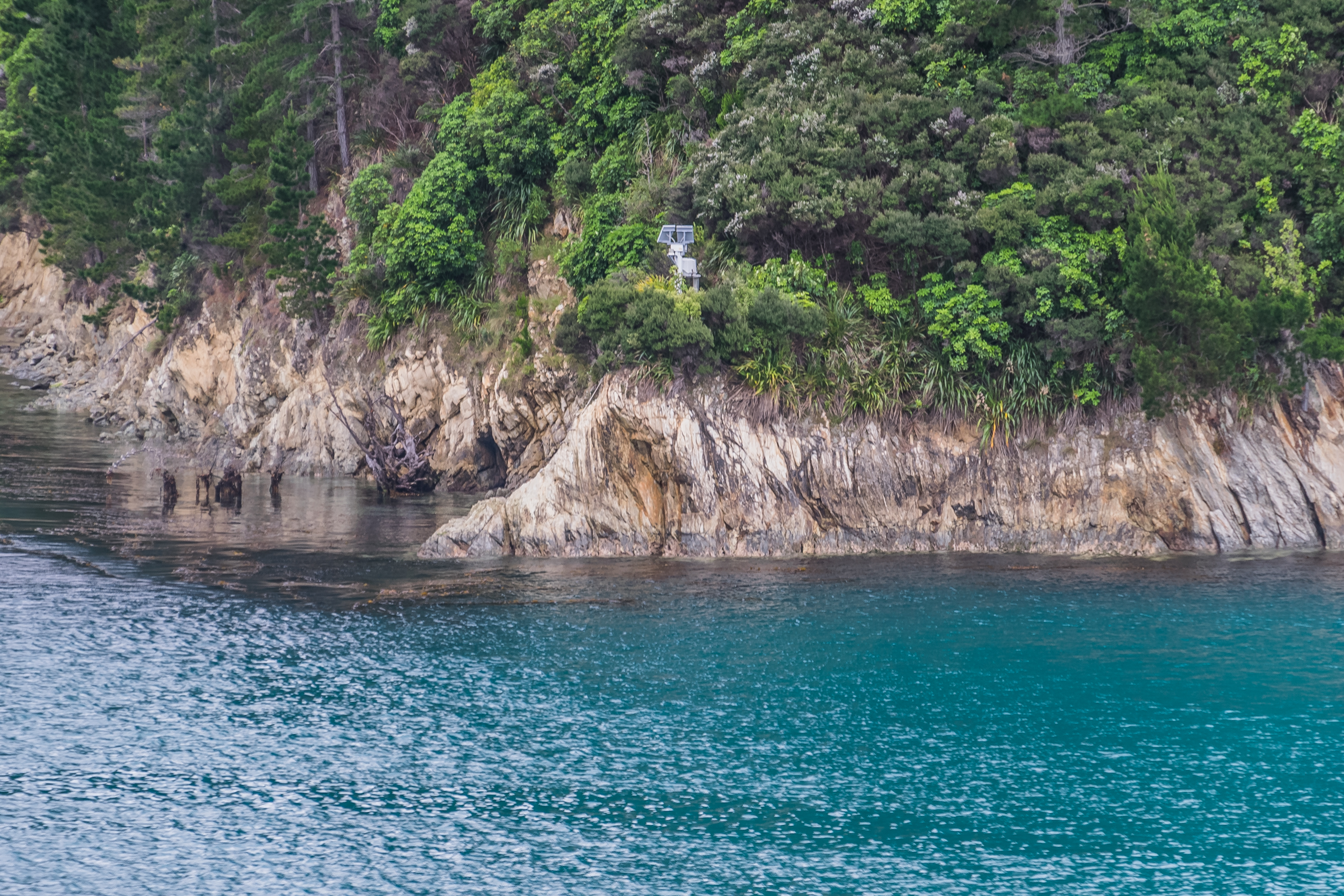
La forêt descendant presque jusqu'au rivage sur le versant sud d'Arapaoa.
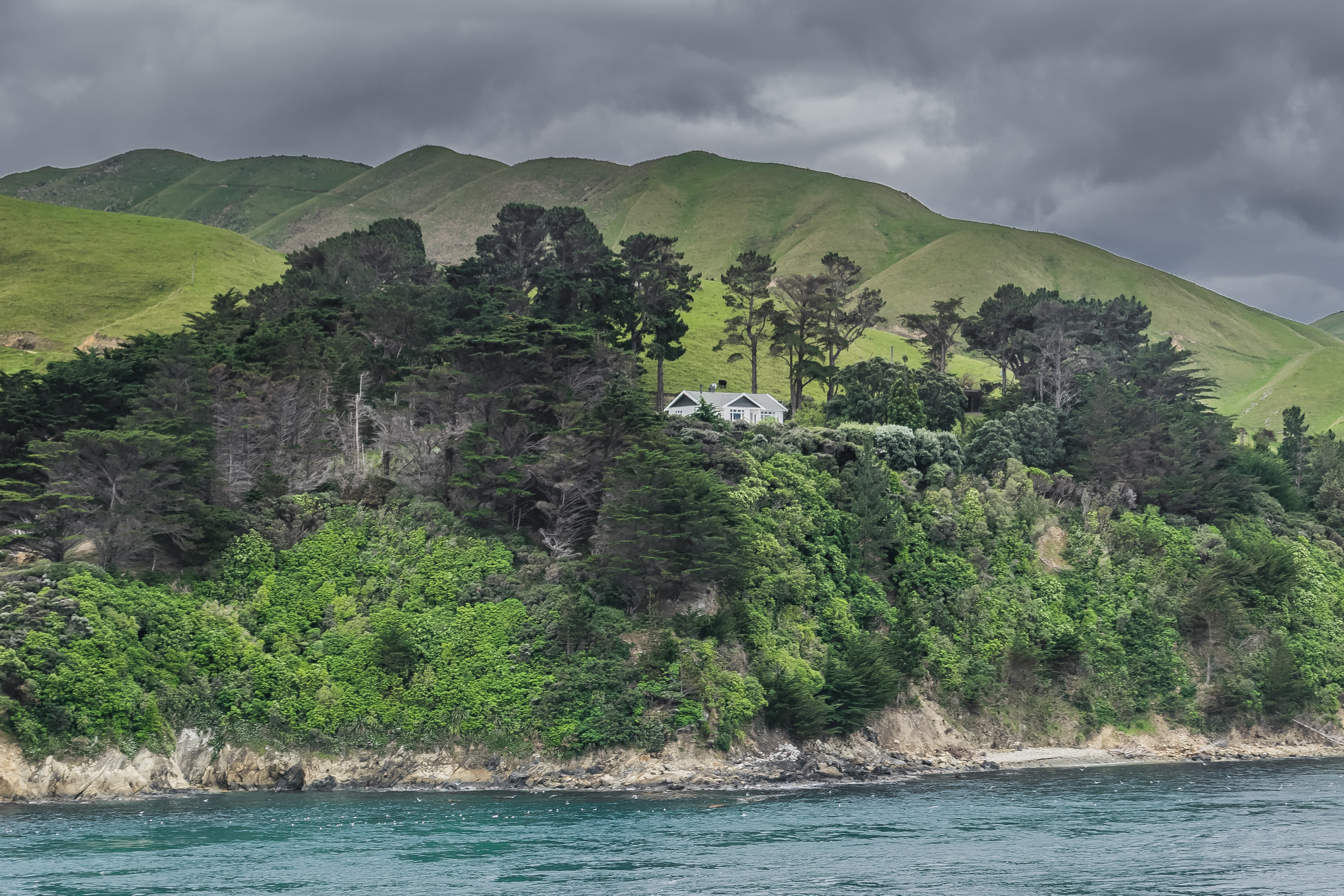
Une grande partie des pentes a été déboisée.

La faune de l'île compte des moutons sauvages, mais les autorités ne commencent à s'y intéresser qu'en 1974. Les troupeaux paissent principalement sur les pentes sud-est dénudées et d'une inclinaison moyenne de 25° vers la mer.
La chèvre d'Arapaoa (en) est considérée comme l'un des animaux les plus rares au monde, et l'un des plus menacés, dont le statut est « critique » selon l'Union internationale pour la conservation de la nature, avec seulement environ cent vingt individus vivant en captivité, le premier étant arrivé en 1997. Jusqu'en 1970, elle était chassée car il était estimé qu'elles dégradaient les forêts primaires de l'île. Ce n'est pas une espèce endémique, mais une adaptation de chèvres européennes relâchées par le capitaine Cook lors de son voyage d'exploration, et qui se sont adaptées à leur environnemnt.